# ラプラス・ダークネス
ラプラス・ダークネス（英: La+ Darknesss、中: 拉普拉斯 暗黑）は、日本のバーチャルYouTuber、バーチャルアイドル。女性バーチャルYouTuberグループ・ホロライブの6期生「秘密結社holoX」のメンバー（総帥）。

## 概要
誕生日は5月25日。身長139センチ。挨拶は「刮目せよ！！」など。
愛称は「ラプ様」「ラプsama」「総帥」「ラプラス総帥↑」「ツノガキ」 「山田（後述）」など。自分自身を呼ぶ時の一人称は「吾輩」。
キャラクターデザインは三嶋くろね、Live2Dモデル制作はJujubeがそれぞれ担当している。
ファンネームは「ぷらすめいと」。配信タグは「#laplus_great」、アートタグは「#Laplus_Artdesu」。

## 人物
- フルネームは「ラプラス・ディア・ハイエスト・デスサーティン・ダイナ・アートオブ・インパクト・サイン・皇・ロード・オブ・The・ダークネス」である。由来としては、本人曰く「適当につけた」とのこと[10]。
- 地球を手に入れるためVTuberになった[11]。
- 2本の大きな角を持つ。頭の上には常にカラスが留まっており、そちらが本体?と弄られるネタにもなっている[12]。
- 好きな食べ物は「ママの作ったハンバーグ」で、好きな作品はDCやMARVELの映画、好みのタイプに園田海未をあげている[11]。
- 配信は1時間程度で切り上げることが多い[13]。
- 栃木県が「地元」であることを公表しており、栃木県の魅力を伝える配信も行っている[14]。

### 山田
決め台詞の「刮目せよ!」という言葉の後にholoXのメンバーや視聴者が「Yes My Dark!」と続けるのが決まりになっている。これを略してYMD、更に「やまだ」と書き込まれたのをきっかけに山田呼びが定着。ホロライブの先輩同期や視聴者といった関係者のみならず、彼女自身を紹介する際にメディアで取り上げられるなど彼女の愛称として用いられることも少なくない。

## 略歴
- 2021年
  - 11月26日、Twitterアカウントにて初めてツイートする[16]、デビュー前にYouTubeチャンネルの登録者数とTwitterアカウントのフォロワー数が10万人を突破[17]、YouTubeチャンネルにてデビュー配信を実施、デビュー配信がホロライブプロダクション史上最大の同時視聴者接続数（16万6759人）を記録[18]、Twitterにて自身のハッシュタグが世界トレンド1位を記録[19]。
  - 11月27日、Twitterアカウントにて実施した投票によってファンネームが決定[20]、YouTubeチャンネルの登録者数がバーチャルYouTuber史上最速で30万人を突破[21]。
  - 12月14日、それまでは聞かせる為に配信されていたささやきASMRを「テンションの高い聞く側のASMR」として配信し反響を呼んだ結果、配信中で発した言葉「さいたま2000」がTwitterトレンド入りし、曲が収録されているゲーム太鼓の達人サイト公式がTwitterコメントを出す事態となる[22]。

- 2022年
  - 1月4日、YouTubeでの収益化が停止される[23]も翌日5日に再収益化される。
  - 6月27日、3Dモデルお披露目配信を実施。
  - 12月5日、活動休止を発表した[24]。以前から精神的不調が続いており、療養に専念するため[24]。また、このことなどから所属事務所もインターネット上での所属タレントの誹謗中傷撲滅を掲げた。

- 2023年
  - 2月20日、活動復帰の決意をツイート[25][26]。
  - 同日、「頓珍漢の宴」（原曲・ピノキオピー）のカバーを投稿。2023年5月16日午後20時30分時点で108万2千再生、6.1万の高評価を獲得し、急上昇トレンド19位にランクインした。
  - 7月3日、チャンネル登録者数100万人を達成[27]。
- 2024年
  - 1月、重めの声帯結節と診断されたことを受け、活動の一時休止を発表した[28]。

- 2025年
  - 1月、Bilibiliでの活動を開始した[29]。

## 主な出演

### ライブ・イベント
- 「hololive 4th fes. Our Bright Parade Supported By Bushiroad」DAY1（2023年3月18日、幕張メッセ）[30]
- 「hololive 5th fes. Capture the Moment Supported By Bushiroad」DAY2（2024年3月17日、幕張メッセ）[31]
- hololive GAMERS fes. 超超超超ゲーマーズ（2024年5月26日、国立代々木競技場）[32]
- 「hololive 6th fes. Color Rise Harmony」DAY1（2025年3月8日、幕張メッセ）[33][34][35]

### テレビ
※はインターネット配信。
- ホロごえっ!（2024年 - 、ABEMA※）水曜MC

### 雑誌
- アニメージュ 2022年2月号（インタビュー）
- 『VTuberスタイル』2022年8月号、アプリスタイル、2022年7月28日。ASIN B0B4WRPXN9。 - 表紙、巻頭特集[36]
- コンプティーク 2022年10月号[37]
- 花とゆめ 2024年14号[38]
  - 読切漫画『推しの騎士属性配信者が同期のメガネ男子だった!?』（原作、作画：千歳四季）

### 漫画
- 原作：カバー、脚本：オムカレー、漫画：おかだアンミツ『ホロックスみーてぃんぐ』集英社、少年ジャンプ+、2022年11月[39]。

### ゲーム
- ヴァルキリーコネクト（2023年4月28日） - 「銀猫娘チェルシィ」のキャラクターボイスを担当した[40]
- キュービックスターズ（2023年）[41]
- 妖怪ウォッチ ぷにぷに（2024年9月1日 - 15日） - コラボイベント期間にゲーム内キャラクターとして追加[42]。
- 陰の実力者になりたくて！マスターオブガーデン（2025年1月9日、[絶対暗黒領域]ラプラス・ダークネス）[43]。

### 対談
- 2022年3月、映画『THE BATMAN-ザ・バットマン-』に出演したロバート・パティンソン、ゾーイ・クラヴィッツとの対談動画が公開された[44][45]。

## タイアップ
- 2024年1月、日清食品の「日清焼そばU.F.O.」とのコラボレーション企画が行われた[46]。
- 2024年9月、東京ゲームショウ2024において、東プレのキーボード「REALFORCE」のコラボモデルが発表された[47]。
- 2025年2月、アニメイトにて「ホロライブ 節分フェア～笑う"角"には福来る～」が開催[48]。

### 楽曲タイアップ
| 配信日        | タイトル                              | 備考                                                                               | 出典          |
| ------------- | ------------------------------------- | ---------------------------------------------------------------------------------- | ------------- |
| 2024年1月27日 | 喰ライ                                | 日清焼そばU.F.O.とのコラボ楽曲                                                     | [ 49 ] [ 50 ] |
| 2025年4月24日 | Departures 〜あなたにおくるアイの歌〜 | スタンミによる自主制作短編ドラマ『夏は君がいたから色づいて。』主題歌。原曲はEGOIST | [ 51 ]        |

## リリース音源
○主な出典：hololive（ホロライブ）公式サイト

### ラプラス・ダークネス
| 配信日         | タイトル    | 品番     | 出典   |
| -------------- | ----------- | -------- | ------ |
| 2022年5月25日  | 合縁事変    | CVRD-158 | [ 52 ] |
| 2022年11月27日 | Dark Breath | CVRD-235 | [ 53 ] |
| 2024年5月26日  | drop candy  | CVRD-422 | [ 54 ] |
| 2025年5月26日  | バグラブ    | CVRD-570 | [ 55 ] |

### 秘密結社holoX
| 発売日         | タイトル                       | 品番     | 出典   |
| -------------- | ------------------------------ | -------- | ------ |
| 2022年12月5日  | 常夜リペイント                 | CVRD-240 | [ 56 ] |
| 2023年8月20日  | 迷宮なラビリンス               | CVRD-320 | [ 57 ] |
| 2023年12月3日  | 饗宴ソリダリティ〜SHAKE★NABE〜 | CVRD-369 | [ 58 ] |
| 2024年7月13日  | ちょ～ゆめドデッカい！         | CVRD-440 | [ 59 ] |
| 2024年11月19日 | 暁光クロニクル                 | CVRD-505 | [ 60 ] |

### hololive IDOL PROJECT
| 発売日        | タイトル                                            | 品番     | 出典   |
| ------------- | --------------------------------------------------- | -------- | ------ |
| 2022年8月19日 | 飛んでK！ホロライブサマー                           | CVRD-199 | [ 61 ] |
| 2022年8月22日 | ホロメン音頭                                        | CVRD-200 | [ 62 ] |
| 2024年3月15日 | ホロライブ言えるかな？hololive SUPER EXPO 2024 ver. | CVRD-406 | [ 63 ] |
| 2025年2月27日 | Color Rise Harmony                                  | CVRD-537 | [ 64 ] |

### その他の参加楽曲
| 発売日         | タイトル         | アーティスト                           | 品番       | 出典   |
| -------------- | ---------------- | -------------------------------------- | ---------- | ------ |
| 2022年12月20日 | リップシンク     | 紫咲シオン × ラプラス・ダークネス      | TFDS-00854 | [ 65 ] |
| 2025年7月28日  | Glow in the Dark | Takanashi Kiara & ラプラス・ダークネス | CVRD-600   | [ 66 ] |

| 発売日        | タイトル                     | アーティスト          | 品番       | 参加楽曲 | 出典          |
| ------------- | ---------------------------- | --------------------- | ---------- | --- | ------------- |
| 2023年3月15日 | holo*27 Originals Vol.1      | holo*27               | TFCC-86897 | リップシンク（紫咲シオン、ラプラス・ダークネス） | [ 67 ]        |
| 2024年2月27日 | ほろはにヶ丘高校 -Originals- | hololive × HoneyWorks | HLP-10003  | アウトサイダー計画（ラプラス・ダークネス、鷹嶺ルイ、博衣こより、沙花叉クロヱ、風真いろは）                                                                   | [ 68 ] [ 69 ] |
| 2024年2月27日 | ほろはにヶ丘高校 -Covers-    | hololive × HoneyWorks | HLP-10005  | 可愛くてごめん（ロボ子さん、アキ・ローゼンタール、癒月ちょこ、猫又おかゆ、宝鐘マリン、桃鈴ねね、ラプラス・ダークネス、博衣こより、Pavolia Reine、Ceres Fauna | [ 70 ] [ 69 ] |